# Rayon (roue)
Pour les articles homonymes, voir Rayon.

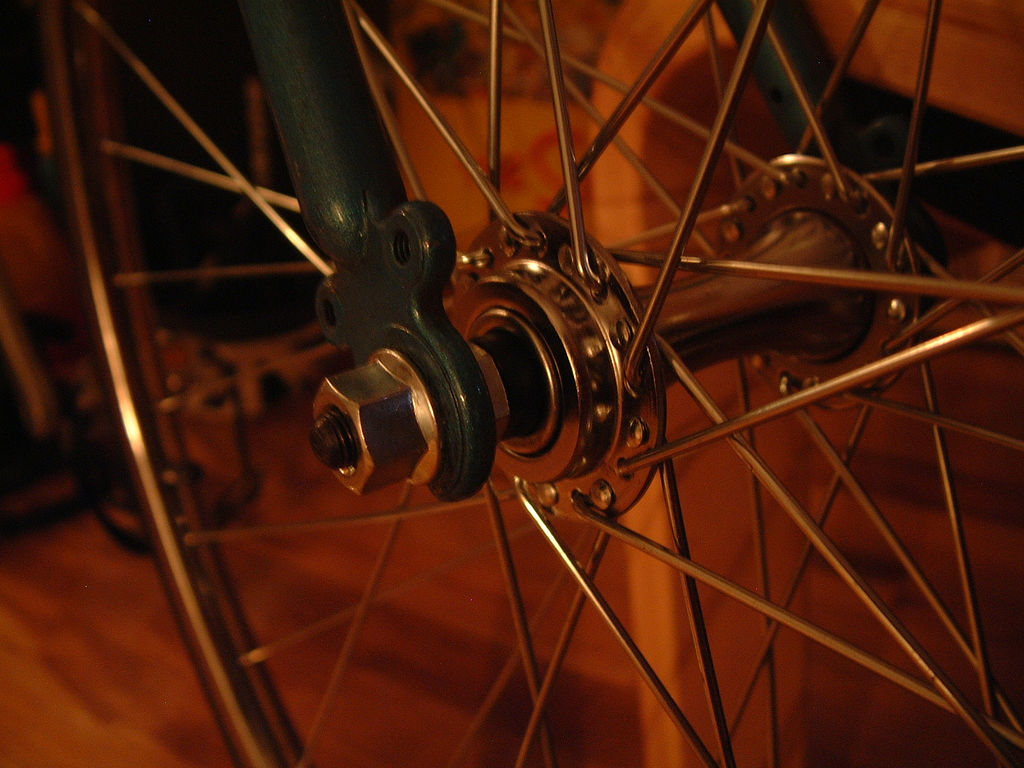
Rayons d'une roue de bicyclette

Les rayons d'une roue non pleine sont les tiges (généralement en bois ou métalliques) reliant le moyeu à la jante (ou à la partie extérieure de la roue s'il n'y a pas de jante, comme sur une roue de charrette).
Dans le cas particulier des roues de vélo, ces tiges métalliques ne sont pas vraiment disposées radialement, car cela empêcherait de transmettre le couple. Elles sont légèrement obliques et réparties sur deux réseaux dont les effets s'opposent.

## Réglage
Si la roue est voilée, le réglage de la tension des rayons permet de réduire le problème. On utilise une clé à rayons pour tendre ou détendre les rayons. Un réparateur de vélo utilisera un "dévoileur de roue", appareil permettant de visualiser aisément le voile et facilitant le réglage de la tension des rayons. Une autre technique plus artisanale consiste à utiliser les patins de frein pour voir le voile. 